# Bennie Benjamin
Bennie Benjamin, nato Claude A. Benjamin (Christiansted, 4 novembre 1907 – New York, 2 maggio 1989), è stato un cantautore e compositore statunitense.

## Biografia
Nato nelle Indie occidentali danesi, all'età di 20 anni si è trasferito a New York, dove ha studiato il banjo e la chitarra. Ha lavorato negli spettacoli di vaudeville suonando con diverse orchestre fino al 1941, anno in cui ha cominciato a scrivere canzoni.
Ha spesso collaborato con George David Weiss, ma anche con Sol Marcus. È coautore del celebre brano Don't Let Me Be Misunderstood, interpretato per la prima volta nel 1964 da Nina Simone.
Nel 1968 è diventato un editore musicale e ha creato una compagnia avente il suo nome.
Nel 1984 è stato inserito nella Songwriters Hall of Fame. È morto a New York all'età di 81 anni.

## Discografia parziale

### 33 giri 25 cm
- Ottobre 1954: "Pop" Mambos (Kapp Records, KL-103; con George Weiss e the Horace Diaz Orchestra)